# Douglas River (Daly River)
Der Douglas River ist ein Fluss im Norden des australischen Territoriums Northern Territory.

## Geografie

### Flusslauf
Der Fluss entspringt nordwestlich von Pine Creek an den Westhängen des Mount McLachlan. Er fließt nach Westen und durchquert den Tjuwaliyn (Douglas) Hot Springs Nature Park. Im Nordteil der Douglas River / Daly River Esplanade Conservation Area, nördlich der Siedlung Oolloo, mündet er in den Daly River.

### Nebenflüsse mit Mündungshöhen
- Depot Creek – 83 m
- Gypsy Creek – 52 m
- Hayes Creek – 48 m[1]